# Bencah Umbai
Bencah Umbai is een bestuurslaag in het regentschap Siak van de provincie Riau, Indonesië. Bencah Umbai telt 379 inwoners (volkstelling 2010).